# Ли, Рита
Рита Ли (порт. Rita Lee; урождённая Рита Ли Джонс, порт. Rita Lee Jones, 31 декабря 1947, Сан-Паулу — 8 мая 2023, там же) — бразильская рок-певица, композитор и писательница. Бывшая участница группы Os Mutantes и популярная в бразильском шоу-бизнесе персона. Также являлась борцом за права животных и веганом. Её автобиография Rita Lee: Uma Autobiografia в 2017 году стала самой продаваемой не научно-популярной книгой в Бразилии.

## Ранняя жизнь и образование
Родилась в Сан-Пауло, в Бразилии у американского отца, Чарльза Фенли Джонса, дантиста конфедерадосского происхождения и Ромильды Падулы, бразильской матери итальянского происхождения, пианистки. Изучала классическое фортепиано у известной пианистки Магдалены Тальяферро. Вместо традиционного первого подросткового бала она попросила купить ударную установку.
Получила образование во французской языковой школе и свободно говорила на испанском, французском и итальянском, а также на своем родном португальском и английском, на котором её родители говорили дома. Далее она пошла в колледж, где была коллегой популярной актрисы Регины Дуарте, но вскоре ушла, чтобы продолжить свою музыкальную карьеру.

## Карьера
В 1966 году Ли вместе с Арнальдо Баптистой и Серхио Диасом основала Os Mutantes.
В период между 1968 и 1972 годами они выпустили пять альбомов. В то же время Ли выпустила пару сольных альбомов, хотя они и были спродюсированы и записаны при участии Os Mutantes. Когда группа реформировалась в 2006 году, она отказалась присоединиться, назвав воссоединение «попыткой заработать деньги, чтобы заплатить за гериатрию».
Ли сформировала группу также с ещё двумя друзьями и вместе они сопровождали таких исполнителей как, Тони Кампело, Jet Blacks, Demetrius и Прини Лопес, прежде чем повстречали Арнальдо Баптисту и Серхио Диаса. Взяв название O’Seis (игра слов «the six» и «you all» по бразильскому кайпирскому диалекту) они записали сингл «O Suicida», который никогда не был выпущен. Когда остальные ушли учиться в колледж, группа стала трио. Выбрав название Os Mutantes они приняли участие в сингле тогдашнего мужа Наны Каимми «Bom Dia» (Жил Жилберту). Когда Жил встретил их, он сразу понял, что Os Mutantes были на том же пути, что и Baianos, и коллектив активно сотрудничал с тропикалия-группами в течение следующих двух лет, став неотъемлемой частью движения. Также Жил пригласил их разогревать его на TV Record’s 1967 III Festival da MPB, где они исполнили его песню «Domingo no Parque» при участии Рожериу Дюпрата. Друг Жила Каэтано Велозо также выступал с рок-группой (группа Beat Boys из Сан-Паулу), и хотя новость об использовании электрических инструментах и общее неуважение к смешиванию западной поп-музыки и странных оркестровых звуков раздражали некоторых зрителей фестиваля, оба выступления в конечном итоге получили одобрение вместе с Жилом, занявшим второе место и Велозу, занявшим четвёртое место. За год, однако, зарождающееся движение Тропикалия столкнётся с резким неприятием как со стороны военной хунты, которая управляла Бразилией в то время, так и со стороны некоторых бразильских студентов, которые расценивали склонность тропикалистов к западной поп-музыке как продажность. Вскоре после этого Os Mutantes записали свой сингл «O Relógio».
В 1968 году Os Mutantes появились на совместном альбоме с Нарой Леан, Каэтану Велозу, Жилбертом Жилом, Галой Коста и Томом Зе — Tropicália ou Panis et Circensis (Philips). Тогда же они записали свой собственный дебютный альбом Os Mutantes и снова сотрудничали с Жилбертом Жилом на его втором одноимённом альбоме. В сентябре 1968 года Os Mutantes играли с Каэтану Велозу на его двух выступлениях на Третьем международном фестивале песни TV Globo в Рио. Во время выступления в первом туре ансамбль освистали левосторонние студенты, недовольные их сложной психоделической музыки, зловещим костюмом Велозу и его сексуально провокационных сценических движений. Конфронтация завершилась 15 сентября во втором туре конкурса, когда Велозу исполнил свою новую психоделическую песню «É Proibido Proibir» («Запрещено запрещать»). Левосторонние студенты, которые были категорически против тропикализма, выкрикивали оскорбления, осуждали и всячески издевались над исполнителями, забрасывали сцену фруктами, овощами и бумажными шариками. Многие студенты из зрителей демонстративно повернулись спиной к сцене, таким образом продемонстрировав группе своё неодобрение. В ответ Ли и другие члены группы повернулись спиной к аудитории, а Велозу разразился долгой сердитой речью в адрес консервативных студентов. Группа также исполнила песню «Caminhante Noturno», которая заняла седьмое место. В том же году они участвовали в IV FMPB с песнями «Dom Quixote» и «2001» (последняя была написана Ли и Томом Зе). В конце того же года они выступили с Baianos в ночном клубе Sucata в Рио, и записали свой второй альбом «Mutantes».
В 1969 году, после арестов Жила и Велозу, Os Mutantes посетили Европу, выступив в Лиссабоне, а также на музыкальной ярмарке MIDEM, проходящей в Каннах. По возвращении в Бразилию, они презентовали шоу O Planeta dos Mutantes, а в конце того же года, вместе с басистом Лиминьей и барабанщиком Динью, приняли участие в 4-м Festival Internacional da Canção с песней «Ando Meio Desligado».
В 1970 году Ли записала свой дебютный сольный альбом Build Up, спродюсированный Арнальдо Баптистой. Вскоре после этого они отправились в Париж для выступления в концертном зале «Олимпия». В тот период их довольно частых туров по Европе, они записали пластинку, которая так и не была выпущена, Tecnicolor, за исключением некоторых треков, включенных в альбом 1971 года Jardim Elétrico. В том же году был выпущен альбом A Divina Comédia ou Ando Meio Desligado, а спустя год Jardim Elétrico (Polydor). В 1972 году Ли записала ещё один альбом сольный альбом при участии Os Mutantes, Hoje É o Primeiro Dia do Resto da Sua Vida (Philips). После выхода Mutantes e Seus Cometas no País do Baurets, Ли была изгнана из группы Арнальдо. После периода депрессии она решает закончить с карьерой, но в то же время пишет материал, который сделает её известной как сольную исполнительницу.

## Сольная деятельность
В конце 1972 года Ли покинула Os Mutantes и начала сольную карьеру. Первоначально она была частью дуэта с певицей Люсией Тернбулл Cilibrinas do Éden, а затем дуэт встретился с группой Lisergia, которая в конечном счёте станет аккомпанирующей группой под названием Tutti Frutti.
В 1974 году группа записала свой первый альбом Atrás do Porto Tem Uma Cidade (There is a City Behind the Harbor), включавший такие песни как «Mamãe Natureza», «Menino Bonito» и «Pé de Meia». В 1975 году Рита вместе с группой записала альбом Fruto Proibido. Была удостоена звания «Королевы рока» (англ. Queen of Rock). В 2007 году бразильское издание журнала Rolling Stone поставила альбом на 16 место в списке «100 лучших альбомов Бразилии всех времён». Продюсером первоначально был Энди Миллс (также известный по работе с Элисом Купером), а потом её парень.
В конце 1970-х годов Ли вступила в партнерские отношения со своим мужем, Роберто де Карвальо, и авторство многих последующих альбомов было зачислено за дуэтом Ли / Карвалью. В тот же период Ли была упомянута в песне Каэтану Велозу, «Sampa».
В 1976 году, будучи впервые беременной, она была арестована за хранение марихуаны и приговорена к одному году домашнего заключения, когда вместе с Пауло Коэльо сочинила сингл «Arrombou a Festa», который был продан в количестве 200 000 экземпляров. Она продолжала выступать под специальным разрешением судьи. Вскоре после этого она записала сингл «Doce de Pimenta» с певицей Элис Режиной, а также записалась и гастролировала с Джилберто Хилом на концерте и альбоме Refestança.
В 1978 году она выпустила Babilônia, четвёртый и последний альбом с Tutti Frutti. Релиз состоялся на фоне разногласий между участниками. Гитарист Луис Карлини покинул группу, прихватив с собой название Tutti Frutti, а Рита и остальные участники группы завершили турне под названием Rita Lee & Cães e Gatos. Ли начала записываться вместе со своим мужем, Роберто де Карвальо. Пара написала такие хиты, как «Mania de Você» (1979), «Lança Perfume» (1980), «Saúde» (1981), «Flagra» (1982) и «On The Rocks» (1983).

## Личная жизнь и смерть
С 1971 по 1972 год Ли была замужем за Арнальдо Баптистой. В 1976 году MPB-певец Ней Матогроссо познакомил её с гитаристом Роберто де Карвальо, за которого она вышла замуж. У них трое детей: Бето Ли, Жуан Ли и Антонио.
Ли умерла в своем доме в Сан-Паулу 8 мая 2023 года в возрасте 75 лет. До своей смерти она лечилась от рака лёгких более года. Бразильские музыканты и знаменитости, такие как Лулу Сантос и Шуша Менегель, а также политики, в том числе президент Бразилии Луис Инасиу Лула да Силва и различные его министры, оплакивали её смерть и превозносили Ли.

## Прочая деятельность
Помимо музыкальной карьеры, в 1986 году Ли в течение девяти месяцев вела юмористическую программу на бразильском радио Radio Amador. В том же году Ли написала три детские книги и появилась в бразильских фильмах и сериалах. В 1990 году она запустила своё собственное ток-шоу под названием TvLeeZão на MTV Brasil . С 2002 по 2004 год была ведущей на бразильского ток-шоу на кабельном телевидении Saia Justa. В 2005 году она и её муж начали новое ток-шоу под названием Radio Amador. Сделала камео в короткометражном фильме 2002 года Durval Discos. В 2008-09 годах гастролировала в рамках Pic Nic Tour, В 2010 году она отыграла ещё одну концертную программу под названием Etc … Tour, пересмотрев несколько забытых песен из своей долгой карьеры. В 2011 году записала и выпустила два новых альбома. Первый из них имеет новые, прежде неизданные песни, а второй получил название Bossa’n Movies, где она продолжает проект, начатый с Bossa’n Roll в 1991 году и Bossa’n Beatles (Aqui, ali, em qualquer lugar).
В 2011 году она записала трек «Pistis Sophia» для последнего благотворительного альбома Red Hot Organization Red Hot + Rio 2 . Альбом был продолжением Red Hot + Rio 1996 года . Вырученные от продажи средства были пожертвованы для повышения осведомлённости и денег для борьбы со СПИДом и другими связанными со здоровьем и социальными вопросами.

## Дискография

### С Os Mutantes
- 1968: Tropicália: ou Panis et Circenses (Philips, 1968. Совместный альбом с Нарой Леан, Каэтану Велозу, Жилберту Жилом, Галой Коста и Томом Зе)
- 1968: Os Mutantes (Polydor, 1968)
- 1969: Mutantes (Polydor, 1969)
- 1970: A Divina Comédia ou Ando Meio Desligado (Polydor, 1970)
- 1971: Jardim Elétrico (Polydor, 1971)
- 1971: Tecnicolor (отложен, выпущен спустя 29 лет) (Universal, 2000)
- 1972: Mutantes e Seus Cometas no País do Baurets (Polydor, 1972)

### С Tutti Frutti
- 1974: Atrás do Porto Tem uma Cidade
- 1975: Fruto Proibido
- 1976: Entradas e Bandeiras
- 1978: Babilônia

### Сольные альбомы
- 1970: Build Up
- 1972: Hoje É o Primeiro Dia do Resto da Sua Vida
- 1979: Rita Lee
- 1980: Rita Lee
- 1981: Saúde
- 1982: Rita Lee e Roberto de Carvalho
- 1983: Baila Conmigo (на кастильском языке)
- 1983: Bombom
- 1984: Rita Hits (сборник с двумя ремиксами)
- 1985: Rita e Roberto
- 1987: Flerte Fatal
- 1988: Zona Zen
- 1989: Dias Melhores Virão[англ.] (саундтрек)
- 1990: Rita Lee e Roberto de Carvalho
- 1993: Todas as Mulheres do Mundo[англ.]
- 1997: Santa Rita de Sampa
- 2000: 3001
- 2000: Rita ReLEEda[англ.] (ремиксы)
- 2001: Aqui, Ali, Em Qualquer Lugar (другое название Bossa’n Beatles)
- 2003: Balacobaco
- 2012: Reza

### Концертные альбомы
- 1975: Hollywood Rock (с Эрасмо Карлосом, Peso & Raul Seixas)
- 1977: Refestança (с Жилберту Жилом)
- 1991: Rita Lee em Bossa 'n' Roll
- 1995: A Marca Da Zorra
- 1998: Acústico MTV (MTV Unplugged)
- 2004: MTV Ao Vivo (MTV Live)
- 2009: Multishow Ao Vivo Rita Lee

### Синглы/EP
- 1976: Lá Vou Eu (EP)
- 1977: Arrombou a Festa (Сингл)
- 1983: Desculpe o Auê / Yoko Ono (Сингл на испанском языке)
- 2002: Rita Lee Novelas

### Разговорные альбомы
- 1989: Pedro e o Lobo (рассказчик симфонической сказки «Петя и волк»)
- 1996: Tutu, O Menino Indio (рассказчик)

### DVD
- 1998: Acústico MTV (Live) (MTV Unplugged)
- 2004: MTV Ao Vivo (MTV Live)
- 2006: Grandes Nomes: Rita Lee Jones (Original TV Special From 1980)
- 2007: Biograffiti (Box Set 3 DVDs)
- 2009: Multishow Ao Vivo Rita Lee

## Книги
- 2013: Storynhas
- 2016: Rita Lee: Uma Autobiografia
- 2017: Dropz
- 2018: favoRita
- 2019: Amiga Ursa — Uma história triste, mas com final feliz